# Gajówka Michałów (województwo świętokrzyskie)
Gajówka Michałów – osada leśna w Polsce, położona w województwie świętokrzyskim, w powiecie skarżyskim, w gminie Skarżysko Kościelne. Do 2001 roku w gminie Wąchock i powiecie starachowickim.

## Położenie
Od granic wsi Michalów w kierunku wsi Górki ok. 300 m, następnie ok. 500 metrów na północ od drogi do granicy z lasem.
W latach 1975–1998 miejscowość należała administracyjnie do województwa kieleckiego.